# نادي بونتاريناس
نادي بونتاريناس هو نادي كرة قدم كوستاريكي من محافظة بونتاريناس، تأسس عام 2004 ويلعب في دوري كوستاريكا لكرة القدم.